# 科利斯鎮區 (明尼蘇達州奧特泰爾縣)
科利斯鎮區（英語：Corliss Township）是位於美國明尼蘇達州奧特泰爾縣的一個行政鎮區。

## 歷史
科利斯鎮區於1884年設立。鎮區得名自明尼蘇達州立法委員埃本·伊頓·科利斯（Eben Eaton Corliss）。

## 地方資料
科利斯鎮區的面積為95.41平方千米，當中陸地面積為90.60平方千米，而水域面積為4.81平方千米。根據2020年美國人口普查的數據，當地共有人口625人，而人口密度為每平方千米6.55人。